# Batrachorhina tuberculicollis
Batrachorhina tuberculicollis är en skalbaggsart som beskrevs av Stefan von Breuning 1957. Batrachorhina tuberculicollis ingår i släktet Batrachorhina och familjen långhorningar.
Artens utbredningsområde är Madagaskar. Inga underarter finns listade.